# John Robinson (actor)
John Robinson (11 de noviembre de 1908 – 6 de marzo de 1979) fue un actor de nacionalidad británica, particularmente activo en el medio teatral. También escogido para interpretar papeles menores y de reparto en el cine y en la televisión, es recordado por ser el segundo actor en encarnar al famoso personaje de ciencia ficción Profesor Bernard Quatermass en el serial emitido en 1955 por BBC Television Quatermass II.

## Biografía
Nacido en Liverpool, Inglaterra, su primera actuación profesional la llevó a cabo en 1929 en el Liverpool Playhouse. A lo largo de la década de 1930 actuó en varias producciones teatrales en Londres, entre las cuales se incluía la obra Black Limelight, de Gordon Sherry, representada en el Teatro Q en 1937, siendo su papel de Peter Charrington valorado por la crítica del periódico The Times como "un hábil y reservado sketch". En 1939 fue Fortinbras en Hamlet, producción de John Gielgud que fue la última obra representada en el Teatro Lyceum antes de su cierre.
Robinson debutó en el cine en 1936 con The Scarab Murder Case, y en los años treinta también actuó en la radio y en el nuevo medio de la televisión. Durante la Segunda Guerra Mundial tomó parte de los desembarcos del Día D en 1944 como miembro del Royal Armoured Corps. Volvió a la interpretación en la década de 1950, actuando en varios filmes y también, con frecuencia cada vez mayor, en la televisión.
En agosto de 1955 falleció el actor Reginald Tate un mes antes de empezar a trabajar en Quatermass II tras haber encarnado al Profesor en The Quatermass Experiment. Con escaso tiempo para buscar un sustituto, el director Rudolph Cartier ofreció el papel a Robinson, pues era el único actor disponible. Robinson tuvo algunas dificultades con el diálogo técnico que debía memorizar, y además estaba inquieto por asumir un personaje que ya había sido establecido por Tate.
Robinson no estuvo disponible para retomar el papel en la tercera serie, Quatermass and the Pit, en 1958, y André Morell encarnó al personaje. En la década de 1960, sin embargo, protagonizó otra serie de ciencia ficción, R3, la cual tenía algunas similitudes con Quatermass.
Robinson hizo un total de 56 actuaciones cinematográficas y televisivas. Para el cine hizo papeles, usualmente menores, en películas como Lawrence de Arabia y El día más largo (ambas de 1962). De su trabajo televisivo destacan las producciones The Broken Horseshoe (1952) y The Small House at Allington (1960) y dos actuaciones como artista invitado en The Saint, con Roger Moore. También trabajó con regularidad en el programa de la BBC Sunday Night Theatre desde 1951 a 1959, y en el de Independent Television (ITV) Armchair Theatre desde 1956 a 1965. Su último papel ante la pantalla tuvo lugar en la serie televisiva Fall of Eagles en 1974.
Jonh Robinson falleció a causa de un cáncer en Londres, Inglaterra, en 1979, a los setenta años de edad.